# Nemophora topazias
Nemophora topazias là một loài bướm đêm thuộc họ Adelidae. Nó được tìm thấy ở Lãnh thổ Thủ đô Úc, New South Wales, Queensland, Nam Úc và Tasmania.
Ấu trùng ăn the flowers của Acacia baileyana. It constructs an ovate, portable case of flower fragments in the leaf litter beneath the host plant.